# 占事略决
占事略决 (せんじりゃっけつ、せんじりゃくけつ) は、平安時代の陰陽師・安倍晴明が撰したとされる、現存する陰陽道に関する書物としては最古のものである。『占事略決』とも書かれる。これは毛筆による筆跡では决と決の判別が困難なことがあり、翻刻時の判断で决か決が決まってしまうことによる。ただし、いくつかの写本では表題として明確に占事略决の表記が採用されており、最も入手しやすい村山1981でもそれにならっていることから、决を用いた表記が一般的となっている。

## 概要
『占事略决』は、撰者である安倍晴明の没年が『尊卑分脈』によれば1005年（寛弘2年）とされているので、それ以前に成立したと考えられる。京都大学附属図書館所蔵の写本の奥書によると、晴明が『占事略决』を撰したのは983年（永観元年）である。ただし京都大学附属図書館蔵本が書写されたのは奥書によると“天元六年”（983年）である。もっとも天元6年には『歳次己卯』が付せられており、この干支によれば979年（天元2年）である。いずれにしても現存する写本は鎌倉時代以降のものである。
『占事略决』は36章から構成され、内容は六壬神課と呼ばれる占術の基本的な説明と、占う目的ごとに六壬神課をどのように使って占うかの解説である。巻頭の『四課三伝法第一』から、占うにあたっての手続きの解説が始まり、27章の『占病祟法第廿七』から目的毎の占い方の解説が始まる。六壬神課は式占術の一つであり、太乙神数、奇門遁甲と合わせて「三式」と呼ばれる。六壬神課は、平安時代から鎌倉時代にかけて、陰陽寮に所属する陰陽師にとって必須の占術とされた。朝廷から怪異の吉凶等について、陰陽寮に諮問があった際、六壬神課で占った結果が六壬式占文の形で報告された。この六壬式占文の幾つかは現存しており、安倍晴明自身による六壬式占文も残っている。
『占事略决』については諸説あるが、安倍家における家伝を背景として六壬神課を簡略に解説した書籍である。中世陰陽道の研究に必須の文献資料と解されている。

## 写本について
最古の写本は、安倍晴明から11代後の子孫である安倍泰統 (あべ たいとう) が、鎌倉時代に書写した尊経閣文庫蔵本である。村山1981には、尊経閣文庫蔵本から全文を翻刻し、独自の校訂を加えた本文が収載されている。写本は他に宮内庁書陵部蔵本、京都府立総合資料館蔵本と京都大学附属図書館蔵本がある。
以下の写本において、本文冒頭の記述が京都大学附属図書館蔵本では“常以月将加占事”だが、尊経閣文庫蔵本と宮内庁書陵部蔵本その他では“常以月将加占時”となっていることから、写本に2つの系統があることがわかる。
ただし『占事略决』が六壬神課の解説書であることを考えると“常以月将加占時”が正しいと考えられる。この点については六壬神課の項目を参照。

### 尊経閣文庫蔵本
尊経閣文庫蔵本の形態は、巻物で全1巻。奥書によると書写したのは、鎌倉時代の安倍泰統である。泰統は晴明から7代の子孫であるが、『尊卑分脈』によると泰統自身は陰陽師の役職に就いていない。奥書では泰統が書写した年は貞応6年とされているが、実際には貞応は3年までしかない。このことから1221年（貞応元年）の誤記ではないかとも考えられている。村山1981では正応6年の誤記ではないかとの説を展開しながらも、尊経閣文庫蔵本が執筆された年は最終的には不明としている。しかしどの説によっても尊経閣文庫蔵本が最古の写本となる。
この写本は、江戸時代初期の1680年（延宝8年）に、安倍家の当主であった安倍泰福（あべ やすとみ）によって、加賀藩の藩主であった前田家に献上された。そのため本書は、加賀藩主前田家の文庫であった尊経閣文庫に所蔵され、それを引き継いだ前田育徳会が管理する尊経閣文庫に伝わった。

### 京都大学附属図書館蔵本
京都大学附属図書館蔵本の形態は冊子で、全1冊41丁から構成される。本書は、明経博士の家柄であった清原家に伝わった清家文庫に含まれていたものである。京都大学附属図書館が、清原家の子孫から清家文書の寄贈を受け、また、購入もしたため、京都大学附属図書館が所蔵する。本書は、画像データがインターネット上で公開されている。
本書は、奥書によれば、鎌倉時代初期の1229年（寛喜元年）に、安倍泰際 (あべ やすきわ) が書写したものである。同じく奥書によれば、泰際が書写を行った原本は、平安時代末期の1157年（保元2年）に、「指御子」(さしのみこ) と呼ばれた安倍泰親 (あべ やすちか) から、子息の安倍親長 (あべ ちかなが) へ、『占事略决』が伝授された時のものである。また、本書にのみ『指年法』の記載がある。

### 宮内庁書陵部蔵本
宮内庁書陵部蔵本の形態は冊子で、全1冊36丁から構成される。奥書には、江戸時代初期の1610年（慶長15年）に書写されたとある。書写した人物の署名はない。この写本は1916年（大正5年）に、土御門家から宮中に献上され、そのまま宮内庁書陵部に受け継がれたものである。鎌倉時代に写された他本と比べると、非常に新しい写本である。

### 京都府立総合資料館蔵本
京都府立総合資料館蔵本の形態は冊子で、全1冊36丁から構成される。奥書には、宮内庁書陵部蔵本が書写された年と同じ1610年（慶長15年）に書写されたとあり、やはり書写した人物の署名はない。この写本は土御門家の家司を務める家柄であった若杉家に伝わっていたものである。京都府立総合資料館では若杉家文書853として管理している。村山1987に全文が写真掲載されている。

## 『占事略决』の特徴
安倍晴明は陰陽道における伝説的存在であり挿話に事欠かない。それゆえ陰陽道関係書の著者に仮託されることが多い。しかし、『占事略决』が安倍晴明の自撰であることは、信憑性が高いと考えられている。その理由としては、次の2点が挙げられる。
- 晴明自身による六壬式占文の存在
- 晴明の子孫である土御門家での伝承の存在

晴明が六壬神課で占っていたという証拠が六壬式占文という形で存在し、『占事略决』が六壬神課の解説書である以上、土御門家における伝承を疑う必要は特にない。
『占事略决』は、執筆された当時の六壬神課の形式や内容を良く伝えている。この点については「占術書としてみた占事略决の特徴」の節で解説する。

### 『占事略决』の構成
『占事略决』では、各章の見出しが全て「何々法」となっており、全体で36の章がある。『占事略決』の見出しを現代語にすると以下の通り。
- 第一章 - 四課三伝の作成方法
- 第二章 - 四課から三伝を作成する九種類の方法
- 第三章 - 天一貴人の出し方

第一章から三章までが六壬神課で占うに当たっての手続きの解説となっている。つまり天地盤の作り方や四課三伝の立て方である。天地盤を作成するときに「式盤」と呼ばれる簡易な器具が使用されることがある。
- 第四章 - 十二天将が象徴するもの
- 第五章 - 十二月将が象徴するもの

第四、第五の章が六壬で重要視される十二天将と月将が持つ象意の解説にあてられている。
- 第六章 - 十干の剛柔 (罡柔)
- 第七章 - 十二支の陰陽
- 第八章 - 干を支に変換する規則
- 第九章 - 五行の季節による強弱変化である王相死囚老
- 第十章 - 王相死囚老から剋がある場合の象意
- 第十一章 - 五行相生相剋法
- 第十二章 - 十二支の刑
- 第十三章 - 十二支の破
- 第十四章 - 日徳の出し方
- 第十五章 - 日財の出し方
- 第十六章 - 日鬼の出し方
- 第十七章 - 干支がしめす数
- 第十八章 - 五行がしめす数
- 第十九章 - 五行、十干、十二支が表す色

第六章から第十九章は陰陽五行による五行の相剋の説明といったように、陰陽道における基礎知識や占うにあたっての前準備を記してある。なお第十二章と十三章の本来の章題は「五行相刑法第十二」、「五行相破法第十三」で、章題に「五行」の字句を含んでいるが、どちらも相生相剋とは無関係に、十二支に特殊な相互関係である「刑」と「破」の説明となっている。
- 第二十章 - 十二客法
- 第二十一章 - 十二籌法
- 第二十二章 - 一人から五つの事柄について問われたときの対処法

第二十章から二十二章は六壬神課で特徴的な基礎知識の解説にあてられている。つまり六壬神課は1刻 (2時間) の間は同じ四課三伝となるため、
- 1刻 (2時間) 内に複数の依頼者が現れた場合への対処
- 占った結果が凶の場合、依頼者から『ではこうしたらどうなるのでしょう？』と聞かれることがあり、その場合への対処
- 1刻 (2時間) 内に複数の質問が出た場合への対処

がそれぞれ必要となる。なお籌とは本来は細長い竹べらで作ったクジを表す語である。十二支を書いた籌を依頼人に引かせ籌に書かれた十二支を使って四課三伝を立て直す籌法があるが、『占事略决』では三伝の中の発用（初伝）を機械的に変更する方法が解説されている。
- 第二十三章 - 男女の行年を知る法

行年とは男は生まれた年を寅年として、その後は年毎に十二支の順に従って進み、女性は生まれた年を申年としてその後は年毎に十二支の逆に進めて得られる十二支のことで、六壬の占いで個人差を出すのに使用される。二十三章では式盤を使って簡単に行年を算出する方法が解説されている。
- 第二十四章 - 空亡の出し方

第六章から第十九章と同じく、陰陽道における基礎知識である空亡の出し方の解説となっている。
- 第二十五章 - 占った結果としての吉凶が現れる時期を知る方法

この章の後半で解説されている方法は、他に例がない。
- 第二十六章 - 注目すべき三十六種類の卦とその象意

この章は特徴的な四課三伝のパターン36種が持つ象意の解説に全体があてられている。
- 第二十七章 - 病の原因であるところの崇を占う方法
- 第二十八章 - 病人の死生を占う方法
- 第二十九章 - 産期を占う方法
- 第三十章 - 産まれる子供の男女の別を占う方法
- 第三十一章 - 待ち人を占う方法
- 第三十二章 - 盗失物を占う方法
- 第三十三章 - 六畜の逃亡を占う方法
- 第三十四章 - 聞いたことを信じてよいか占う方法
- 第三十五章 - 雨を占う方法
- 第三十六章 - 晴を占う方法

第二十七の章からは、色々なテーマごとに四課三伝や天地盤のどういった事柄に着目して占うかといった具体的な占い方が説明されている。第二十七以降で解説されている占いのテーマには、「病の死生を占う法」や「産期を占う法」、「産まれる子の性別を占う法」、「晴れを占う法」といった日常生活や社会の動きに密着したものが多く、当時の人々、特に晴明に占いを依頼できるような堂上家の人達がどのような暮らしをしていたか、どのようなことに関心をもっていたかを知ることができる。
『占事略决』は、当時の六壬を知る上で極めて重要な書物である。尊経閣文庫の写本には、書写した子孫の注釈等が詳細に書き加えられている。しかしながら、その注釈には内容的に見て間違ったものも含まれており、伝承が時代と共に劣化していった様子もまたうかがわれる。

### 占術書としてみた『占事略决』の特徴
『占事略决』には、現代に伝わる六壬神課では忘れられた技法や、その断片が幾つも記されている。占術における重要な技法に、占った結果がいつ頃現実のものとなるかを推測する「応期法」がある。この「応期法」について、『占事略决』に記された河魁を用いる応期法は他に例がない。また、京都大学図附属書館蔵本にのみ見える「指年法」について触れる六壬の古典も、他に例がない。
第二十七以降の章には特殊な天地盤についての解説がある。つまり巻頭の「四課三伝法第一」で解説される占った時刻と月将から作成する天地盤とは異なった方法で作成する天地盤である。この特殊な天地盤においても、『占事略决』で解説されている技法は、現代のものよりも複雑であったり現代には伝わっていなかったりする。
『占事略决』では、「雨を占う方法」と「晴れを占う方法」がそれぞれ別の章となっている。しかし、『六壬鑰』等の六壬の原典の多くでは晴雨を含めて天候占という形で一括りにされている。この様な同一カテゴリの問いであってもYes/Noで見方を変える占い方は、『占事略决』の六壬が現代の六壬とは異なる風格を持っていることをしめしている。
松岡2007では、中国の明代に占術一般の革新が行われ、六壬についても改編があったのだろうとしている。

## 安倍家における『占事略决』の位置づけ
『占事略决』には、安倍家における家伝を背景に、目録的な意味合いで作成されたと考えられる記述が散見される。例えば「十二客法第廿」にある文章。
また、「三十六卦大例所主法第廿六」の末尾にある文章。
これらの文章にある「略决では記載を省いた」という一文は、安倍家内では省かれたその記載の内容について伝授が行われていた可能性をしめしている。『占事略决』を伝授されるということは、安倍家内での六壬の伝授の仕上げとしての目録の伝授であったのではないかと、松岡はその著作で指摘している。
一方で、中世陰陽道研究家の小坂眞二の研究によれば、平安時代に実際に使用されていた六壬神課と『占事略决』の六壬神課には齟齬があるとされる。また、京都大学図書館所蔵の写本には、付箋の形で本文とは異なる「天一治法」が記されている。これらのことから、占事略决が安倍家における六壬神課伝授の目録とは断定できないのも事実である。

## 占事略决研究の現状
中世陰陽道研究家の小坂眞二は、現存する六壬式占文や当時の文献等を基に平安時代の六壬神課の復元を行っている。その成果の一部は、後掲論文に収載される。また、一連の論文で小坂は、陰陽師達が使っていた六壬神課の三伝の復元も行っている。小坂眞二は『占事略决』の原典の復元に着手し、その結果を小坂2005として上梓している。
『占事略决』は、比較的平易な漢文で記述されている。しかし、六壬神課についての知識がないと、読み下すことはできたとしても、内容を理解することはほぼ不可能に近い。例えば「四課三伝法第一」の冒頭は、

常以月将加占時視日辰陰陽以立四課

であるが、これを、

常に月将を以て占時に加え、日辰陰陽を視て以て四課を立つ。

と読み下すことは、漢文の知識があればさほど困難ではない。しかしこの記述が、月将と時刻の十二支から天地盤を作成して、日の干支から四課を作成する手続きについての記述であることを理解するには、六壬神課についての知識が必須となる。
この点を踏まえて占術研究家の松岡秀達は、六壬神課の解説から始めて『占事略决』の解説に至る著述を松岡2007として上梓した。なお同書において松岡は、『占事略决』が36の章から構成されていること、26章が36の項目から構成されていることに着目した。松岡の仮説では、天の数である36と地の数である72(=36+36)を占事略决の構成に組み込むことで、『占事略决』全体を天地盤ないし式盤になぞらえたのではないかとしている。

## 陰陽師ブームと占事略决
1990年代に始まる陰陽師ブーム・晴明ブームにより、晴明の編著による『占事略决』の存在自体も広く知られるようになってきた。
武井宏之の漫画『シャーマンキング』 には、『超・占事略決』という占事略决から派生したと考えられる名前の書物が登場した。また、この作品からトレーディングカードゲームである『超・占事略決』が派生した。